# 世界足球 胜利十一人2015
《世界足球 胜利十一人2015》是由PES Productions制作、科乐美發行的足球體育類遊戲，為勝利十一人系列的第18作。本游戏于2014年11月在全球范围发行。

## 體驗版
開發商原訂於2014年9月17日全球公開本遊戲的PlayStation 3、PlayStation 4、Xbox 360、Xbox One的體驗版，但當天最後只於以香港為主的部分亞洲地區發行體驗版，而且不會在亞洲區發行Xbox 360的體驗版。日本的體驗版則於翌日即9月18日發行，歐洲及北美洲等地區的則押後約一星期至9月23日。Microsoft Windows的體驗版則會於公開發售正式版當天發行。
體驗版收錄球隊包括皇家馬德里、巴塞隆拿、馬德里體育會、畢爾包、拜仁慕尼黑、祖雲達斯及拿玻里。

## 收錄球隊

### 球會
| 國家或地區 | 聯賽                               | 隊伍數目 |
| ---------- | ---------------------------------- | -------- |
| 英格蘭     | 英格蘭超級聯賽（2014－15賽季球會） | 20       |
| 英格蘭     | 英格蘭冠軍聯賽（2014－15賽季球會） | 24       |
| 法國       | 法國甲組聯賽（2014－15賽季球會）   | 20       |
| 法國       | 法國乙組聯賽（2014－15賽季球會）   | 20       |
| 葡萄牙     | 葡萄牙超級聯賽（2014－15賽季球會） | 18       |
| 意大利     | 意大利甲組聯賽（2014－15賽季球會） | 20       |
| 意大利     | 意大利乙組聯賽（2014－15賽季球會） | 22       |
| 荷蘭       | 荷蘭甲組聯賽（2014－15賽季球會）   | 18       |
| 西班牙     | 西班牙甲組聯賽（2014－15賽季球會） | 20       |
| 西班牙     | 西班牙乙組聯賽（2014－15賽季球會） | 22       |
| 阿根廷     | 阿根廷甲組聯賽                     | 20       |
| 巴西       | 巴西甲組聯賽                       | 20       |

### 國際球會賽事
- 歐洲
  - 歐洲聯賽冠軍盃
  - 歐霸盃
- 南美洲
  - 南美自由盃
  - 南美球會盃
- 亞洲
  - 亞洲聯賽冠軍盃

### 其他球會
以下球會均為完全授權。
- 歐洲
  -  安德列治
  -  標準列治
  -  利馬索爾
  -  尼科西亞
  -  奧爾堡
  -  哥本哈根
  -  利華古遜
  -  拜仁慕尼黑
  -  史浩克04
  -  奧林比亞高斯
  -  彭拿典奈高斯
  -  莫斯科中央陸軍
  -  辛尼特
  -  草蜢
  -  加拉塔沙雷
  -  薩克達
- 南美洲
  -  華斯高
- 亞洲
  -  艾納斯

## 站外連結
- Winning Eleven 2015日本官方網站 （页面存档备份，存于） （日語）
- Pro Evolution Soccer 2015官方網站 （英文）